# Jounieh
Jounieh (arabe : جونيه) est une ville côtière du Liban, située à 20 km au nord de Beyrouth. Elle s'étale autour d'une baie de 4 km sous un promontoire montagneux s'élevant à pic jusqu’à 550 mètres. Habitée principalement par des chrétiens maronites, elle fut pendant la guerre du Liban (1975-1990) une ville refuge pour une grande partie de cette population protégée par les Phalanges libanaises chrétiennes.
La ville est divisée en quatre communes qui lui sont rattachées : Ghadir, Sarba, Haret Sakher et Sahel Alma.

## Histoire

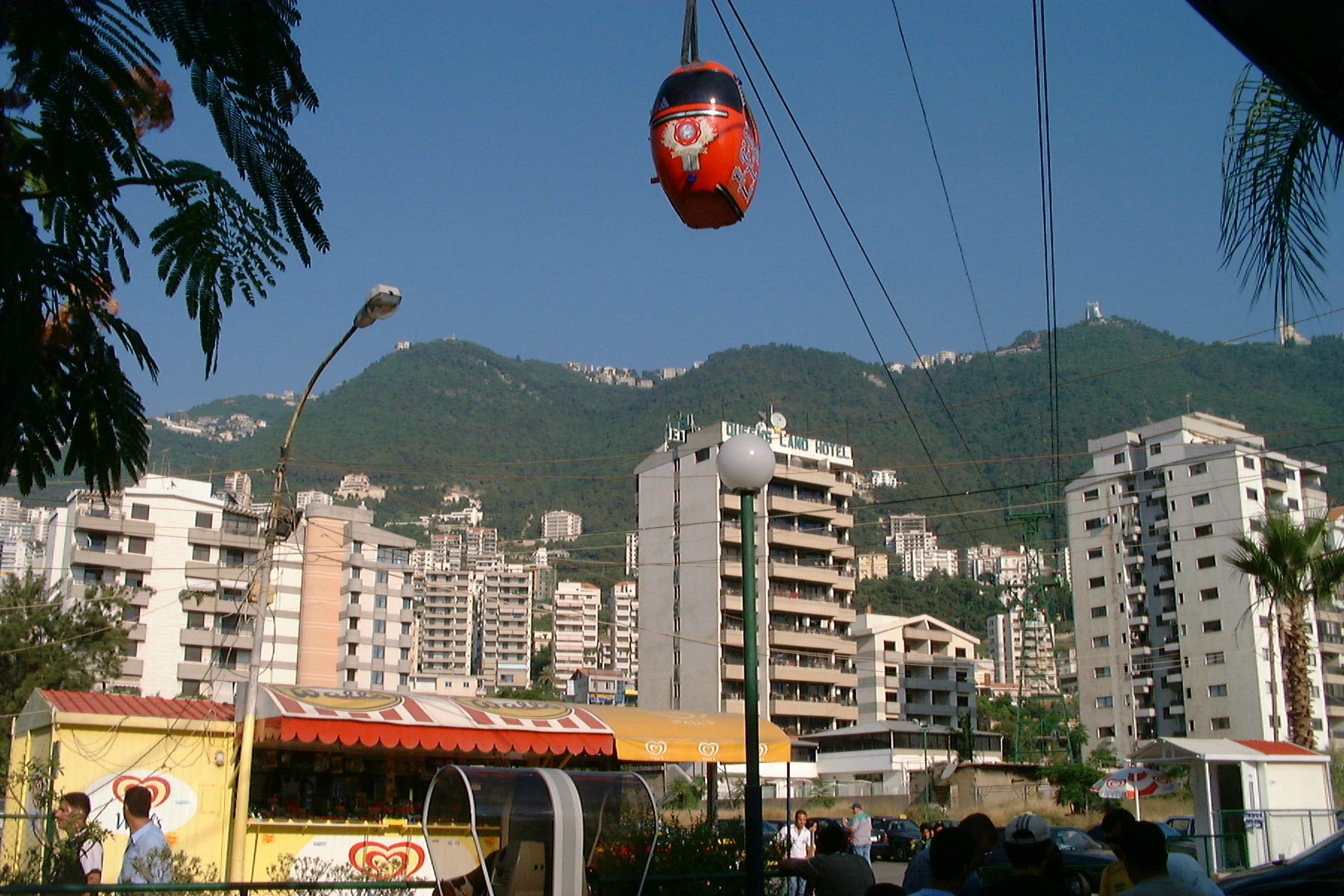
Le téléphérique vu de Jounieh.

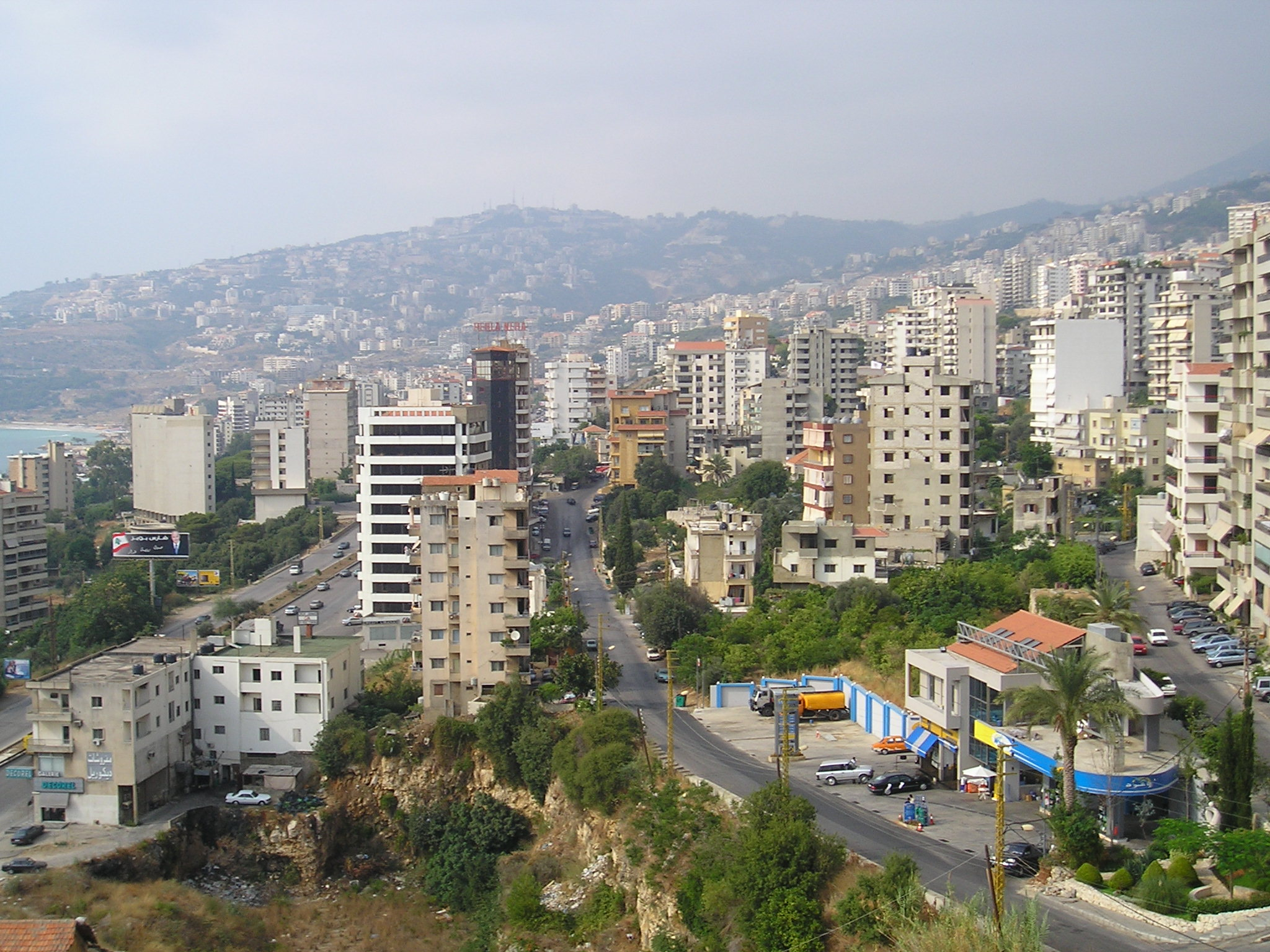
Vue du nord de Jounieh.

Jounieh a été reliée aux secteurs voisins par des routes. Ainsi elle a été reliée à Bkerké et au-delà sous le gouvernement de Daoud Pacha. Elle a été reliée à Ghazir entre 1867 et 1868 en dépit de l'objection des résidents de Ghazir. Une autre route a relié Jounieh au port de Beyrouth sous le gouvernement de Rostum Pacha. Au nord, elle a été reliée par la route jusqu'à Batroun sous le gouvernement de Wassa Pacha (1883-1892). En 1892, Jounieh a été relié à Beyrouth par l'intermédiaire d'un chemin de fer comportant trois gares dans Jounieh et ses environs : Sarba, Jounieh, et Mu'amilitain à l'extrémité de la ligne, ce qui a facilité le transport des marchandises et des passagers.
En 1876, le nombre de magasins a dépassé 300, cinq filatures de soie, trois maisons de repos, un moulin, trois usines de jus, une manufacture de glace artificielle, une banque, la "banque Baghos", et un groupe de petits chantiers de construction de bateaux à voiles.
C'est au XXe siècle que Jounieh s'étendit et ce grâce à une activité commerciale intense.

## Tourisme

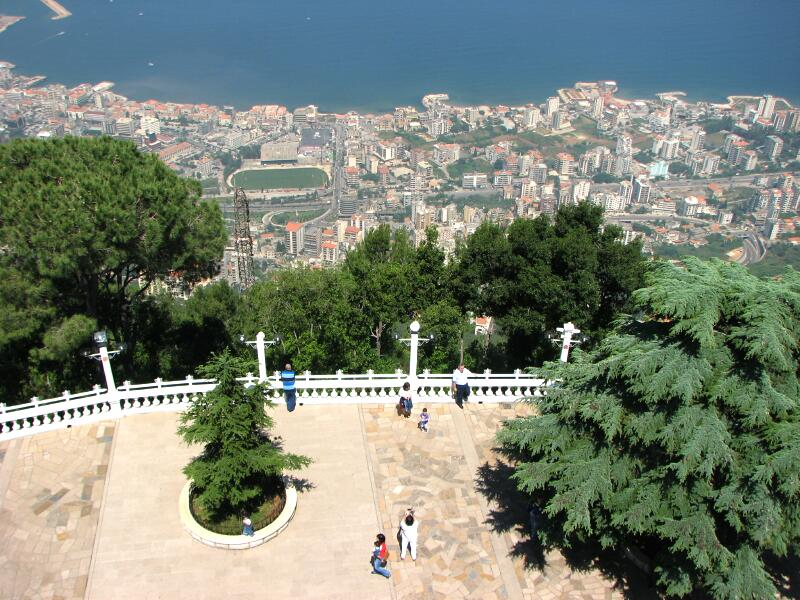
Jounieh vue de Harissa.

### Casino du Liban
Casino du Liban : Le Casino du Liban est le plus grand du Moyen-Orient, situé au nord de Jounieh.

### Musée du patrimoine libanais
Le musée du patrimoine libanais expose des objets liés à la culture et l'histoire du Liban.

### Téléphérique
Le téléphérique permet le déplacement par voie aérienne entre Jounieh et Harissa. Il offre une vue panoramique de la baie de Jounieh.

### Musée de l'holographie
Le musée de l'holographie abrite une collection de plus de 100 hologrammes et une salle à projection 3D qui peut accueillir plus de 40 individus.

### Musée Fouad Chehab
Musée dédié à la mémoire de l'ancien président de la République Fouad Chehab (1958- 1964), situé dans son ancienne demeure.

### Festival international de Jounieh
Le festival international de Jounieh a lieu chaque année en été, dans l'enceinte du stade sportif Fouad Chehab. L'événement, premier en son genre, accueille des artistes locaux et internationaux, tels que Mika, Jessie J ou encore les Imagine Dragons.

### Jardin public de Jounieh
Le jardin public de Jounieh est un parc de plaisance réservé aux piétons et interdit aux animaux de compagnie. Situé dans le centre de la ville, il a été inauguré en juin 2025.

## Personnalités liées à Jounieh
- Philippe El Khazen (1921-1996), professeur de médecine et homme politique, décédé à Jounieh.
- Joseph Matar, artiste et poète né à Jounieh.
- Antonios Tarabay (1911-1998), moine et ermite maronite décédé à Jounieh.

## Relations internationales

### Jumelage
La ville de Jounieh est jumelée avec les villes suivantes :
- Monaco
- Rio de Janeiro, Brésil
- Gustavia, France
- Las Vegas (Nevada), États-Unis